# Bertram Beierlorzer
Bertram Beierlorzer (født 31. maj 1957 i Neunkirchen am Brand, Vesttyskland) er en tysk tidligere fodboldspiller (forsvarer) og senere -træner.
Beierlorzer spillede i løbet af sin aktive karriere for henholdsvis FC Nürnberg, Bayern München og VfB Stuttgart. I sin tid hos Bayern München var han med til at vinde to mesterskaber og tre pokaltitler.
I 1983 spillede Beierlorzer to kampe for det vesttyske U/21-landshold. Han nåede dog aldrig at repræsentere A-landsholdet.

## Titler
Bundesligaen
- 1985 og 1986 med Bayern München

DFB-Pokal
- 1982, 1984 og 1986 med Bayern München